# 河南原阳灭门案
河南原阳灭门案是指中华人民共和国河南省新乡市原阳县靳堂乡娄凤鸣庄村于2020年11月15日凌晨发生的一起刑事案件。娄凤鸣庄村村民孙恒飞疑因感情纠纷杀死邻居一家六口人后驾驶车辆潜逃并带走了一名八岁的女孩。截止到2021年4月份，孙恒飞和女孩均下落不明。

## 人员伤亡
六个人被孙恒飞杀死，其中包括三名未成年人，最小的只有两岁。
孙恒飞在逃跑时抱走了一个正在熟睡中的八岁女孩，孙恒飞和女孩均下落不明。

## 案件侦办
2020年11月15日，原阳县公安局发布消息称公安机关正在全力侦办此案，公布出了犯罪嫌疑人孙恒飞的照片并悬赏5万元人民币。公安部派出专案组前来协助。原阳县公安局封锁了村落和邻近县市的交通要道。
2020年11月16日，网传原阳县公安局已经在黄河打捞起孙恒飞的尸体，原阳县公安局随后辟谣，表明打捞上来的尸体不是孙恒飞的，却牵扯出了另一个刑事案件。
2020年11月19日，原阳县公安局将赏金提高至20万元人民币。